# Морозник зелёный
Моро́зник зелёный (лат. Helléborus víridis) — вид двудольных цветковых растений, включённый в род Морозник (Helleborus) семейства Лютиковые (Ranunculaceae).

## Ботаническое описание
Морозник зелёный — многолетнее травянистое растение с корневищем. Прикорневые листья в количестве 2, не перезимовывающие, разделённые на 7—13 листочков, каждый из которых довольно глубоко рассечён на неравные зубчатые доли. Цветоносный стебель до 40 см в высоту, с пальчатыми мелкозубчатыми листьями.
Цветки собраны на стебле по 2—4. Околоцветник цветка 4—5 см в диаметре, разделён на 5 долей, жёлто-зелёного цвета.
Соплодие из сросшихся в основании листовок, в каждой из которых содержится по нескольку семян. Семена цилиндрические или яйцевидные, бороздчатые, 3,2—4,8×1,8—2,4 см.
Число хромосом 2n = 32.

## Ареал
Морозник зелёный родом из Центральной и Западной Европы, на восток заходит в северную Италию и Австрию. При выращивании в садах часто дичает, легко распространяясь.

## Хозяйственное значение и применение
Часто выращивается в качестве декоративного растения по всей Европе. Ценится за раннее весеннее цветение. Выведено несколько декоративных гибридных сортов.
Корни морозника используются в медицине, в Средние века растение выращивалось именно для этой цели.

## Таксономия
|  |                                      |  |                                                         |                                                         |                     |  | ещё 6 семейств, в том числе Луносемянниковые и Маковые (согласно Системе APG III) | ещё 6 семейств, в том числе Луносемянниковые и Маковые (согласно Системе APG III) |                      |  |  |  | ещё около 15 видов |
|  |                                      |  |                                                         |                                                         |                     |  | ещё 6 семейств, в том числе Луносемянниковые и Маковые (согласно Системе APG III) | ещё 6 семейств, в том числе Луносемянниковые и Маковые (согласно Системе APG III) |                      |  |  |  | ещё около 15 видов |
|  |                                      |  |                                                         | порядок Лютикоцветные                                   |                     |  |                                                                                   |                                                                                   | род Морозник         |  |  |  |                    |
|  |                                      |  |                                                         | порядок Лютикоцветные                                   |                     |  |                                                                                   |                                                                                   | род Морозник         |  |  |  |                    |
|  | отдел Цветковые, или Покрытосеменные |  |                                                         |                                                         | семейство Лютиковые |  |                                                                                   |                                                                                   | вид Морозник зелёный |  |  |  |                    |
|  | отдел Цветковые, или Покрытосеменные |  |                                                         |                                                         | семейство Лютиковые |  |                                                                                   |                                                                                   |                      |  |  |  |                    |
|  |                                      |  | ещё 58 порядков цветковых растений (по Системе APG III) | ещё 58 порядков цветковых растений (по Системе APG III) |                     |  |                                                                                   | ещё около 60 родов                                                                | ещё около 60 родов   |  |  |  |                    |
|  |                                      |  |                                                         | ещё 58 порядков цветковых растений (по Системе APG III) |                     |  |                                                                                   |                                                                                   | ещё около 60 родов   |  |  |  |                    |

### Синонимы
- Helleboraster viridis (L.) Moench, 1794
- Helleborus bocconei E.Fourn., 1875, nom. illeg.
- Helleborus brevicaulis Jord. & Fourr., 1868, nom. inval.
- Helleborus hunfalvyanus var. viridis (L.) Kanitz, 1866
- Helleborus officinalis var. viridiflorus (Stokes) Spach, 1839
- Helleborus personnatii Masclef, 1889
- Helleborus viridiflorus Stokes, 1812
- Helleborus viridis var. grandiflorus Neilr., 1846
- Helleborus viridis var. jacquinianus A.Braun, 1861
- Helleborus viridis var. normalis F.W.Schultz, 1856
- Helleborus viridis var. silvaticus Neilr., 1859